# فهرست زمینه‌های ژرف
در اخترشناسی، زمینه ژرف (انگلیسی: deep field) تصویری از بخشی از آسمان است که به منظور شناسایی و مطالعه اجرام کم‌نور، با زمان نوردهی بسیار طولانی گرفته شده‌است. ژرفای زمینه اشاره به قدر ظاهری یا شار کم‌نورترین اجسامی دارد که می‌توان در تصویر تشخیص داد. رصدهای زمینه‌های ژرف به دلیل زمان زیادی که تلسکوپ برای رسیدن به محدوده‌های شار ضعیف لازم است، معمولاً یک ناحیه زاویه‌ای کوچک در آسمان را پوشش می‌دهند. از زمینه‌های ژرف در درجه اول برای مطالعه شکل‌گیری و تکامل کهکشان‌ها و تکامل کیهانی هسته‌های کهکشانی فعال و برای تشخیص اجسام کم نور در انتقال به سرخ زیاد استفاده می‌شود. رصدخانه‌های زمینی و فضایی متعددی رصدهای زمینه ژرف در طول موج‌هایی در بازه امواج رادیویی تا پرتو ایکس انجام داده‌اند.
نخستین تصویر زمینه ژرف که توجه عمومی زیادی را به خود جلب کرد، زمینه ژرف هابل بود که در سال ۱۹۹۵ توسط دوربین میدان وسیع و سیاره‌ای۲ که بر روی تلسکوپ فضایی هابل نصب شده، برداشت شد. از دیگر تلسکوپ‌های فضایی که به رصدهای زمینه ژرف دست یافته‌اند، می‌توان به رصدخانه پرتو ایکس چاندرا، رصدخانه ایکس‌ام‌ام-نیوتون، تلسکوپ فضایی اسپیتزر و تلسکوپ فضایی جیمز وب اشاره کرد.

## جدول
جدول زیر فهرستی جزئی از رصدهای زمینه ژرف انجام‌شده از سال ۱۹۹۵ را نشان می‌دهد.
| تصویر | نام                                                                                              | سال برداشت | اندازه (دقیقه قوسی) | تعداد نوردهی |
| ----- | ------------------------------------------------------------------------------------------------ | ---------- | ------------------- | ------------ |
|       | زمینه ژرف هابل                                                                                   | ۱۹۹۵       | ۲٫۶′x۲/۶′           | ۳۴۲          |
|       | زمینه ژرف هابل جنوبی                                                                             | ۱۹۹۸       | ′۵٫۳                | ۹۹۵          |
|       | زمینه ژرف چاندرا جنوبی                                                                           | ۱۹۹۹–۲۰۰۰  | در طول ′۱۶          | ۱۱           |
|       | زمینه فراژرف هابل                                                                                | ۲۰۰۳–۲۰۰۴  | ′۲٫۴ در ′۲/۴        | ۸۰۸          |
|       | نوار گروت گسترده                                                                                 | ۲۰۰۴–۲۰۰۵  | ′۷۰ در ′۱۰          | بیش از ۵۰۰   |
|       | پایش میراث فراکهکشانی ژرف فروسرخ نزدیک کیهانی (CANDELS)                                          | ۲۰۱۱       |                     |              |
|       | ابزار تلسکوپ بسیار بزرگ رصدخانه جنوبی اروپا و تلسکوپ بسیار بزرگ                                  | ۲۰۱۲       |                     |              |
|       | زمینه فراژرف هابل                                                                                | ۲۰۱۲       | ′۲/۳ در ′۳          |              |
|       | زمینه فراژرف هابل (UV/VIS/NIR)                                                                   | ۲۰۱۴       |                     |              |
|       | زمینه‌های مرزی هابل MACS J0416.1-2403                                                             | ۲۰۱۵       |                     |              |
|       | زمینه‌های مرزی هابل Abell 2744                                                                    | ۲۰۱۵       |                     |              |
|       | زمینه‌های مرزی هابل MACS J0717.5+3745                                                             | ۲۰۱۵       |                     |              |
|       | زمینه‌های مرزی هابل MACS J1149.5+2223                                                             | ۲۰۱۵       |                     |              |
|       | زمینه‌های مرزی هابل Abell S1063                                                                   | ۲۰۱۶       |                     |              |
|       | زمینه‌های مرزی هابل Abell 370                                                                     | ۲۰۱۷       |                     |              |
|       | زمینه‌های مرزی هابل 370 زمینه موازی                                                               | ۲۰۱۷       |                     |              |
|       | پایش میراث فرابنفش ژرف هابل (HDUV)                                                               | ۲۰۱۸       |                     |              |
|       | زمینه میراث هابل                                                                                 | ۲۰۱۹       | ۲۵′x۲۵′             | ۷٬۵۰۰        |
|       | بررسی انرژی تاریک                                                                                | ۲۰۲۱       | ۱۸٫۴۱′x۹/۶۴′        |              |
|       | نخستین زمینه ژرف وب                                                                              | ۲۰۲۲       | در طول ′۲٫۴         |              |
|       | تلسکوپ فضایی جیمز وب – JADES (پایش پیشرفته ژرف فراکهکشانی تلسکوپ فضایی جیمز وب) نخستین زمینه ژرف | ۲۰۲۲       | در طول ′؟؟          |              |